# Språk i Kanada
En mängd olika språk talas i Kanada. Enligt 2006 års folkräkning är engelska modersmål för 58,8 % av befolkningen, medan 23,2 % har franska som modersmål. Båda dessa språk är erkända som officiella språk på federal nivå, vilket innebär att alla lagar den federala regeringen stiftar finns tillgängliga på både engelska och franska, och att federala offentliga tjänster skall vara tillgängliga på båda språken. Trots detta är New Brunswick den enda provinsen som har båda språken som officiella språk (i Ontario och Manitoba är båda språken officiella, men i praktiken används enbart engelska). Québecs enda officiella språk är franska.
Kanadas språkliga mångfald sträcker sig utanför de två officiella språken. Omkring 18 % av kanadensarna (ungefär 6,1 miljoner människor, varav de flesta är första generationens invandrare) har ett annat språk än engelska eller franska som sitt modersmål. Ungefär 3,5 miljoner kanadensare fortsätter att använda ett icke-officiellt språk i hemmet eller i sociala sammanhang.
Det talas även många ursprungsspråk i Kanada; tillsammans talas dessa av mindre än 1 procent av befolkningen.

## Geografisk distribution
Följande tabell listar befolkningen i landets provinser och territorier. Språkdatan grundar sig på det språk som talas mest i hemmet.
| Provins/Territorium       | Totalt antal invånare | Engelska   | %     | Franska   | %     | Andra språk | %     | Officiella språk                                       |
| ------------------------- | --------------------- | ---------- | ----- | --------- | ----- | ----------- | ----- | ------------------------------------------------------ |
| Ontario                   | 12 028 895            | 9 789 937  | 81,4% | 304 727   | 2,5%  | 1 934 235   | 16,1% | Engelska (de facto), franska (de jure)                 |
| Quebec                    | 7 435 905             | 787 885    | 10,6% | 6 085 152 | 81,8% | 562 860     | 7,6%  | Franska                                                |
| British Columbia          | 4 074 800             | 3 380 253  | 83,0% | 19 361    | 0,5%  | 676 911     | 16,6% | Engelska (de facto)                                    |
| Alberta                   | 3 256 356             | 2 915 867  | 89,5% | 21 347    | 0,7%  | 319 142     | 9,8%  | Engelska (de facto)                                    |
| Manitoba                  | 1 133 515             | 997 598    | 88,0% | 20 515    | 1,8%  | 115 398     | 10,2% | Engelska (de facto), franska (de jure)                 |
| Saskatchewan              | 953 850               | 900 231    | 94,4% | 4 318     | 0,5%  | 49 301      | 5,2%  | Engelska (de facto)                                    |
| Nova Scotia               | 903 090               | 868 408    | 96,2% | 17 871    | 1,9%  | 16 811      | 1,9%  | Engelska (de facto)                                    |
| New Brunswick             | 719 650               | 496 850    | 69,0% | 213 878   | 29,7% | 8 913       | 1,2%  | Engelska, franska                                      |
| Newfoundland och Labrador | 500 605               | 494 695    | 98,9% | 740       | 0,1%  | 5 170       | 1,0%  | Engelska (de facto)                                    |
| Prince Edward Island      | 134 205               | 130 270    | 97,1% | 2 755     | 2,1%  | 1 175       | 0,9%  | Engelska (de facto)                                    |
| Northwest Territories     | 41 055                | 36 918     | 89,9% | 458       | 1,1%  | 3 678       | 9,0%  | Engelska, franska, andra ursprungsspråk                |
| Yukon                     | 30 195                | 28 711     | 94,8% | 578       | 1,9%  | 985         | 3,3%  | Engelska, franska                                      |
| Nunavut                   | 29 325                | 13 120     | 44,7% | 228       | 0,8%  | 15 950      | 54,5% | Inuitspråk (Inuktitut, Inuinnaqtun), engelska, franska |
| Kanada                    | 31 241 446            | 20 840 743 | 66,7% | 6 691 928 | 21,4% | 3 710 529   | 11,9% | Engelska, franska                                      |

## De två officiella språken
Genom Official Languages Act/Loi sur les langues officielles i juli 1969 likställdes franskan med engelskan i de statliga myndigheterna, vilket blev inledningen på en process som gjorde att Kanada omdefinierade sig som tvåspråkigt och mångkulturellt. Idag har franskan samma status som engelskan i parlamentet, i federala domstolar och alla andra federala institutioner; alla medborgare som ställs inför rätta har rätt att få sitt fall prövat på antingen engelska eller franska. Alla officiella språkminoriteter har i de flesta provinser och territorier rätt till skolgång på sitt eget språk, i sina egna skolor, om underlaget räcker till. Även om mångkulturalism är Kanadas officiella hållning, måste man kunna tala antingen franska eller engelska för att få bli kanadensisk medborgare. 98 procent av befolkningen talar något av de två officiella språken eller båda, men den officiella tvåspråkigheten till trots, talar majoriteten av Kanadas befolkning bara engelska.
Den procentuella andelen av befolkningen som talar engelska, franska eller båda språken i hemmet har minskat sedan 1986 och minskningen har varit störst för franska. Andelen av befolkningen som varken talar engelska eller franska i hemmet har ökat kraftigt. Geografiskt är denna trend konstant, eftersom användningen av engelska och franska har minskat i både engelsk- och franskspråkiga regioner i landet, men franska har sjunkit snabbare både i och utanför Québec. Tabellen nedanför visar i procent vilket officiellt språk Kanadas befolkning talar i hemmet mellan 1971 och 2006.

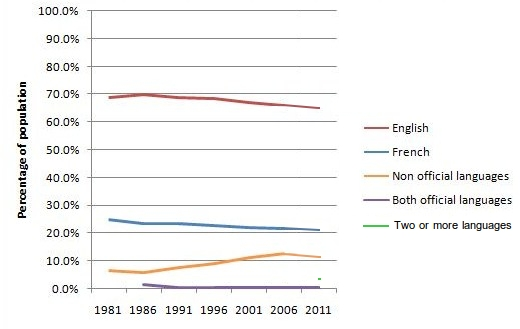
Språk som talas mest i hemmet mellan 1981 och 2011. Den röda linjen utgör engelska, den blåa utgör franska, den gula utgör icke-officiella språk och den lila utgör både franska och engelska.

### Engelska
2006 talade cirka 20,6 miljoner (cirka 65 procent) av Kanadas invånare engelska i hemmet. Engelska är huvudspråket i hela Kanada utom i Québec, och de flesta kanadensare (85 procent) kan tala engelska. I Québec talas engelska enbart av 13,4 procent av befolkningen som modersmål, medan 46 procent av provinsens befolkning kan tala engelska. Enbart 3,6 procent av Kanadas engelsktalande bor i Québec, varav de flesta bor i Montréal.
Cirka 65 procent av befolkning talar engelska i hemmet medan 85 procent kan tala engelska. Sedan 1971 har befolkningens engelskkunskaper ökat något medan användning av engelska i hemmet har stannat kvar på samma nivå.

### Franska
År 2006 talade strax över 6,6 miljoner kanadensare franska i hemmet. Av dessa bodde 91,2% i Québec. Utanför Québec finns det störst andel fransktalande i New Brunswick (som är hem till 3,5% av Kanadas fransktalande) och Ontario (4,4%, bosatta främst i de östra och nordöstra delarna av provinsen och i Toronto). Sammantaget kan 69% av kanadensarna inte tala franska, utanför Québec uppger endast 11% av kanadensarna att de kan ha en konversation på franska.
Den procentuella andelen av befolkningen som talar franska både som modersmål och hemspråk har minskat under de senaste tre decennierna.

## Ursprungsspråk

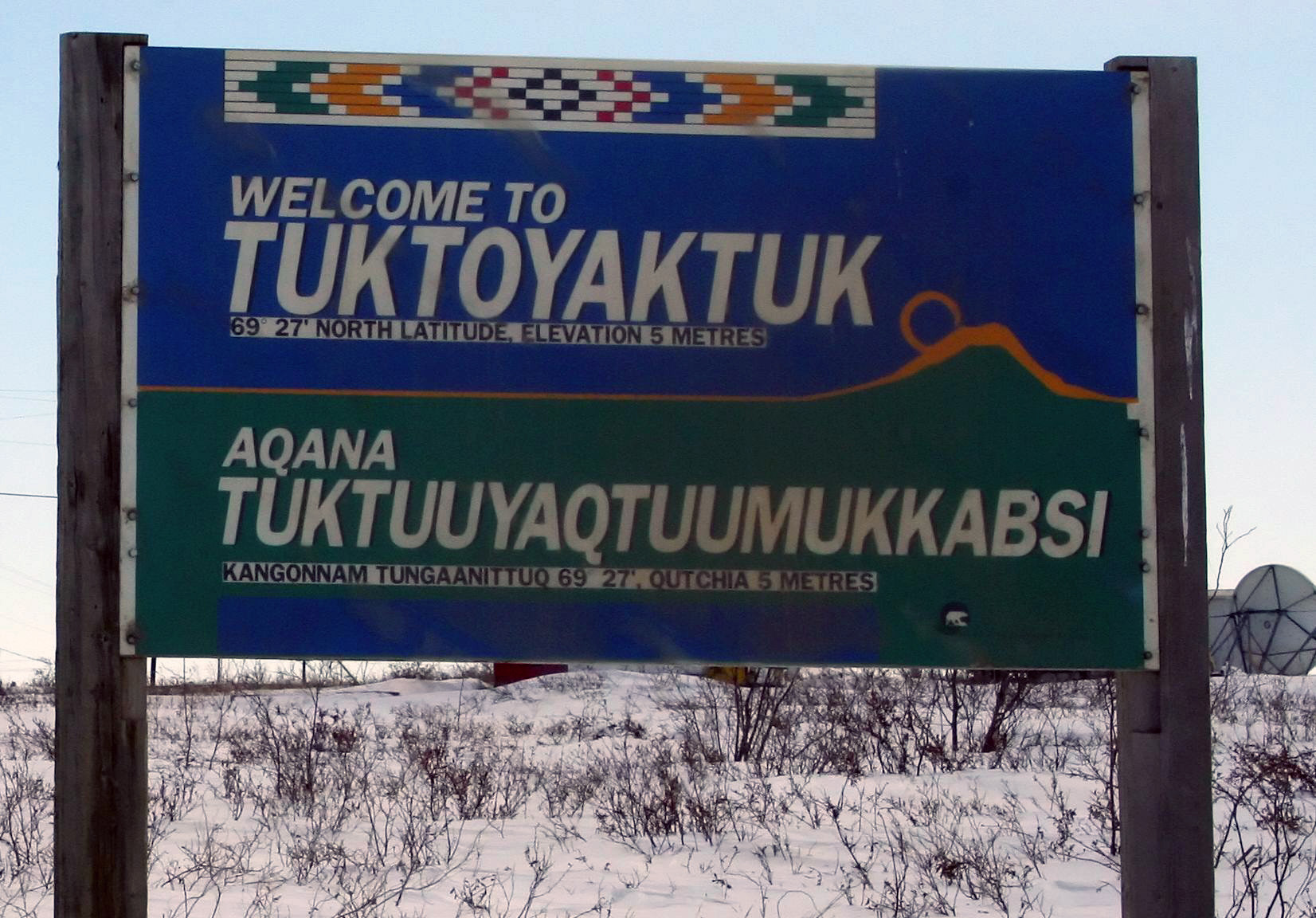
Tvåspråkig välkomstskylt (engelska och inuktitut) i Tuktoyaktuk, Northwest Territories.

I Kanada talas många ursprungsspråk. Det finns 11 ursprungsspråkgrupper i Kanada, som i sin tur består av mer än 65 olika språk och dialekter. Av dessa har enbart cree, inuktitut och ojibwa tillräckligt många talare för att anses kunna överleva på lång sikt.

## Invandrarspråk
Det finns stora invandrargrupper i Kanada, och många av dessa grupper talar ett annat språk än engelska eller franska i hemmet. De största språkgrupperna var vid 2006 års folkräkning kinesiska (835 745 talare), italienska (469 485 talare), tyska (738 080 talare) och punjabi (271 220 talare).